# Souvrství Bissekty

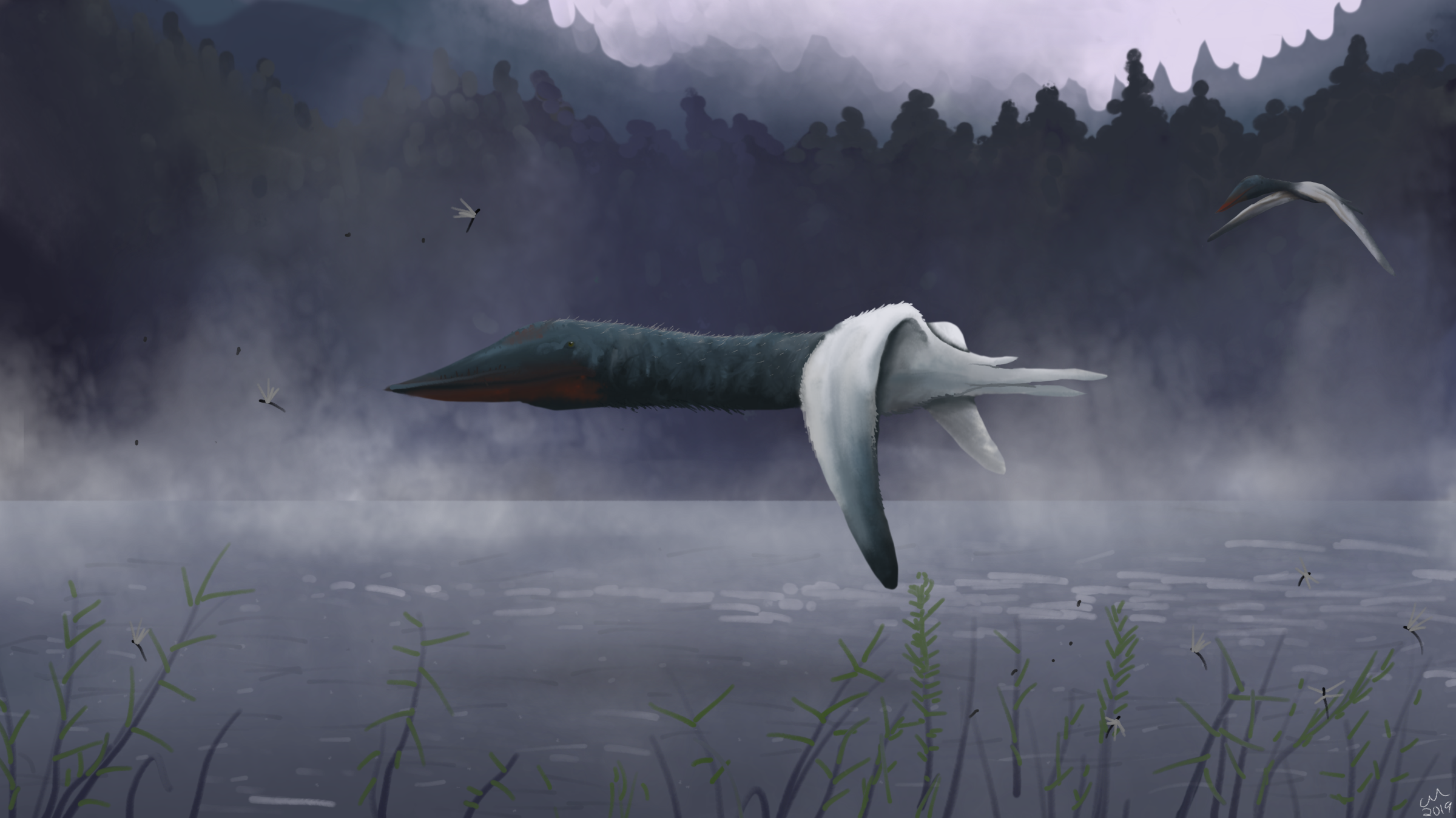
Výtvarná rekonstrukce ekosystémů v rámci souvrství Bissekty s ptakoještěry rodu Azhdarcho.

Souvrství Bissekty je jednou z nejznámějších paleontologických lokalit z období pozdní křídy ve Střední Asii. Sedimenty této geologické formace mají stáří asi 92 až 90 milionů let (geologický věk turon) a jejich mocnost činí kolem 80 metrů. Většinou jsou tvořeny pískovci, v menší míře pak prachovci, jílovci a slepenci. Rozkládají se na území současného Uzbekistánu v poušti Kyzylkum.

## Význam a objevy

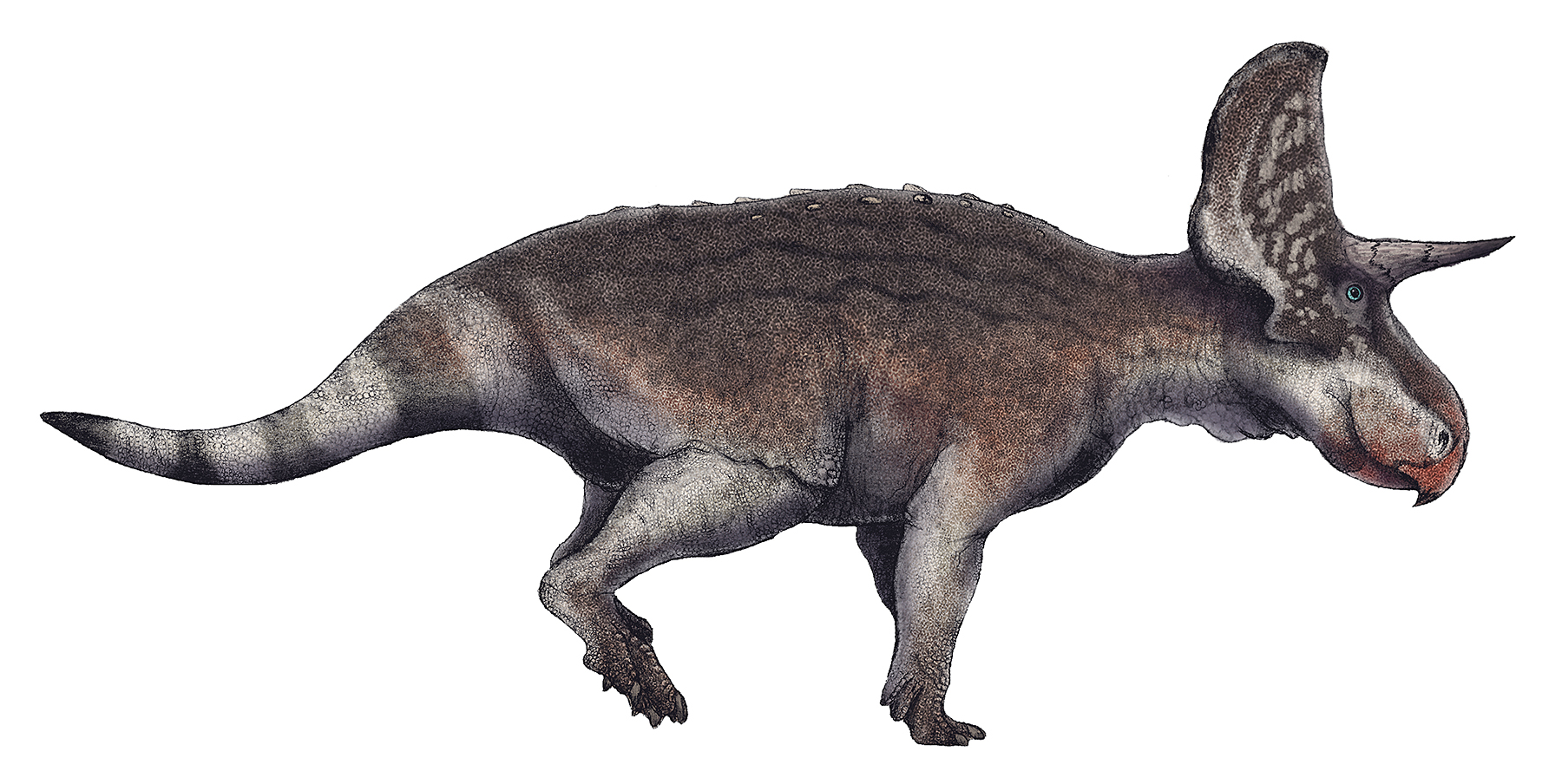
Rekonstrukce vzezření rohatého dinosaura druhu Turanoceratops tardabilis.

Nejvýznamnějšími objevy jsou nálezy fosilií dinosaurů z počínajícího období pozdní křídy, přičemž tyto druhy představují významné vývojové mezičlánky například v rámci ceratopsoidů nebo tyranosauroidních teropodů. Mezi významné druhy dinosaurů, objevené v tomto souvrství, patří například tyranosauroid druhu Timurlengia euotica nebo ceratopsoid druhu Turanoceratops tardabilis. Dalšími zde objevenými dinosaury jsou pak rody Itemirus a Dzharaonyx (menší teropodi), Bissektipelta (ankylosaur), Levnesovia (ornitopod) nebo Dzharatitanis (sauropod). Další objevy fragmentárních fosilií ještě nebyly důkladně prozkoumány a popsány (například dosud neurčený titanosaurní sauropod). Dalším zde objeveným dinosaurem byl velký karcharodontosaur druhu Ulughbegsaurus uzbekistanensis. Začátkem roku 2025 byl nově pojmenován ornitomimid Dzharacursor (dříve Archaeornithomimus) bissektensis.
Koncem roku 2022 byla zveřejněna odborná práce, podle které byl v sedimentech souvrství Bissekty objeven také obří článek prstu neznámého druhu dromeosaurida. Fosilní materiál teropoda ulughbega může ve skutečnosti patřit právě tomuto neznámému teropodovi.
Byly zde však objeveny i početné fosilní pozůstatky bezobratlých, ryb, obojživelníků, nedinosauřích plazů (včetně ptakoještěrů), praptáků a pravěkých savců.